# Uzunahmetler, Gökçebey
Uzunahmetler là một xã thuộc huyện Gökçebey, tỉnh Zonguldak, Thổ Nhĩ Kỳ. Dân số thời điểm năm 2011 là 579 người.